# قائمة قرارات مجلس الأمن التابع للأمم المتحدة لعام 1963
تتضمن قائمة قرارات مجلس الأمن التابع للأمم المتحدة لعام 1963 جميع القرارات الصادرة عن مجلس الأمن التابع للأمم المتحدة خلال العام 1963.

## القائمة
| رقم القرار | الرمز            | نص القرار                         | موضوع القرار                                                                  |
| ---------- | ---------------- | --------------------------------- | ----------------------------------------------------------------------------- |
| 178        | S/RES/178 (1963) | نص الوثيقة على موقع الأمم المتحدة | الشكوى المقدمة من السنغال                                                     |
| 179        | S/RES/179 (1963) | نص الوثيقة على موقع الأمم المتحدة | تقارير الأمين العام الخاصة بالتطورات المتعلقة باليمن                          |
| 180        | S/RES/180 (1963) | نص الوثيقة على موقع الأمم المتحدة | المسألة المتعالقة بالأقاليم تحت الإدارة البرتغالية                            |
| 181        | S/RES/181 (1963) | نص الوثيقة على موقع الأمم المتحدة | المسألة المتعلقة بسياسات الفصل العنصري التي تتبعها حكومة جمهورية جنوب أفريقيا |
| 182        | S/RES/182 (1963) | نص الوثيقة على موقع الأمم المتحدة | المسألة المتعلقة بسياسات الفصل العنصري التي تتبعها حكومة جمهورية جنوب أفريقيا |
| 183        | S/RES/183 (1963) | نص الوثيقة على موقع الأمم المتحدة | المسألة المتعالقة بالأقاليم تحت الإدارة البرتغالية                            |
| 184        | S/RES/184 (1963) | نص الوثيقة على موقع الأمم المتحدة | قبول أعضاء جدد في الأمم المتحدة: زنجبار                                       |
| 185        | S/RES/185 (1963) | نص الوثيقة على موقع الأمم المتحدة | قبول أعضاء جدد في الأمم المتحدة: كينيا                                        |

## المرجع
1. ↑  "Security Council Resolutions" (بالإنجليزية). الأمم المتحدة. Archived from the original on 2018-10-19. Retrieved 22 شباط / فبراير 2017. {{استشهاد ويب}}: تحقق من التاريخ في: |تاريخ الوصول= (help)